# Canelata
Canelata (Canellata, Cenelata; Κανελάτη) – miejscowość na północy Korsyki. Poświadczona przez Ptolemeusza Klaudiusza [III, 2, 6]. Miejscowość znajdować mogła się w okolicach gminy Canari, do której odnosi się termin "Le Canelle", lub w okolicach point de Canelle. 